# هدی‌هات‌سنت‌یاکاب
هِدی‌هات‌سِنت‌یاکاب (به مجاری:  Hegyhátszentjakab) یک شهرداری در مجارستان است که در واش واقع شده‌است. هدی‌هات‌سنت‌یاکاب ۹٫۴۷ کیلومتر مربع مساحت و ۳۰۰ نفر جمعیت دارد.